# Ashmanhaugh
Ashmanhaugh is een civil parish in het Engelse graafschap Norfolk met 189 inwoners.